# Hypsugo crassulus
Hypsugo crassulus é uma espécie de morcego da família Vespertilionidae. Pode ser encontrada na Angola, República Democrática do Congo, Camarões, Uganda, Quênia, Sudão, Costa do Marfim, Guiné e Libéria.